# سمر وارز
سمر وارز (اليابانية: サ マ ー ウ ォ ー ズ، Hepburn: Samā Wōzu) هو فيلم خيال علمي ياباني عام 2009 من إخراج مامورو هوسودا، من إنتاج مادهاوس، وتوزيع وارنر برذرز. يشمل طاقم الفيلم الصوتي ريونوسوك كاميكي ونانامي ساكورابا وميتسوكي تانيمورا وسوميكو فوجي وأيومو سايتو. يحكي الفيلم قصة كينجي كويسو، عبقري الرياضيات الخجول في الصف الحادي عشر الذي أخذته طالبة الصف الثاني عشر ناتسوكي شينوهارا إلى أويدا للاحتفال بعيد ميلاد جدتها التسعين. ومع ذلك، فقد تورط كذباً في اختراق عالم افتراضي بواسطة ذكاء اصطناعي سادي يُدعى لوف ماشين. يجب على كينجي إصلاح الضرر الذي حدث، وإيجاد طريقة لمنع برنامج الكمبيوتر المارق من التسبب في أي فوضى أخرى.
بعد إنتاج الفتاة التي قفزت عبر الزمن، طُلب من مادهاوس إنتاج شيء جديد. ابتكر هوسودا والكاتب ساتوكو أوكوديرا قصة عن شبكة اجتماعية واتصال شخص غريب بعائلة غريبة. تم اختيار مدينة أويدا الواقعية كإعداد لسمر وارز كجزء من المنطقة التي كانت تحكمها عشيرة سانادا وكانت قريبة من مسقط رأس هوسودا في توياما. استخدم هوسودا العشيرة كأساس لعائلة الجنوشي بعد زيارة منزل خطيبته في أويدا. بدأ إنتاج سمر وارز في عام 2006. أدرج المخرج الفني يوجي تاكيشيجي المنازل اليابانية في تصميماته الخلفية. أصر هوسودا أيضًا على أن 80 فردًا من أفراد العائلة سيتم تضمينهم كشخصيات رئيسية. تم الإعلان عن المشروع لأول مرة في معرض طوكيو الدولي للأنمي لعام 2008 وتم إصدار المقطع الدعائي الأول للفيلم في أبريل 2009. تم تغذية اهتمام الجمهور بشكل أساسي من خلال الكلام الشفهي والدعاية عبر الإنترنت. تمت كتابة مقتبس من المانجا للفيلم بواسطة إيكورا سوجيموتو وبدأ تسلسله في يوليو 2009.
تم عرض سمر وارز لأول مرة في اليابان في 1 أغسطس 2009. حقق أكثر من مليون دولار أمريكي في عطلة نهاية الأسبوع الافتتاحية في 127 مسارح واحتلت المرتبة السابعة في شباك التذاكر. لاقى الفيلم استحسان النقاد والجمهور العام وحقق نجاحًا ماليًا، وحقق 18 مليون دولار في جميع أنحاء العالم. وقد فاز بالعديد من الجوائز مثل جائزة أكاديمية اليابان لعام 2010 للرسوم المتحركة، والجائزة الكبرى لقسم الرسوم المتحركة في مهرجان فنون الإعلام الياباني لعام 2010، وجائزة الجمهور لأفضل فيلم رسوم متحركة في مهرجان أنهايم السينمائي الدولي، وتم ترشيحه لجائزة الفهد الذهبي لعام 2009 جائزة في مهرجان لوكارنو السينمائي الدولي.

## قصة الفيلم
كينجي كويسو هو طالب الشباب في كونجي المدرسة الثانوية مع هدية لل رياضيات وبدوام جزئي مشرف في الهائل محاكاة الكمبيوتر الظاهري واقع OZ العالم جنبا إلى جنب مع صديقه تاكاشي سكومة. ذات يوم، تمت دعوة كينجي من قبل زميلته في مدرسة كونجي ناتسوكي شينوهارا للمشاركة في عيد ميلاد جدتها الكبرى ساكاي جينوتشي التسعين. بعد السفر إلى منزل ساكاي في أويدا، عرّفت ناتسوكي كينجي لساكاي باعتباره خطيبها، مما أدهشهما كليهما. يلتقي كينجي بالعديد من أقارب ناتسوكي ويكتشف أن الجنوش هم من نسل ساموراي (تابع لعشيرة تاكيدا) الذي تحدى عشيرة توكوغاوا في عام 1615. كما يلتقي مع وابيسوكي جينوتشي، عم ناتسوكي غير الأشبه وخبير الكمبيوتر الذي يعيش في الولايات المتحدة منذ سرقة ثروة العائلة قبل 10 سنوات. يتلقى كينجي بريدًا إلكترونيًا يحتوي على رمز رياضي ويقوم بتكسيره. ومع ذلك، قامت أفعاله بتنشيط لوف ماشين عن غير قصد، وهو جهاز استخبارات افتراضي يستخدم حساب كينجي وصورة رمزية لاختراق البنية التحتية باستخدام التشفير الذي قام كينجي به دون قصد، مما تسبب في أضرار واسعة النطاق. يواجه كينجي وساكوما وابن عم ناتسوكي كازوما إيكيزاوا لعبة لوف ماشين. يتغلب لوف ماشين على الصورة الرمزية لـ الملك كاظمة ويستمر في استيعاب الحسابات في OZ المركزية، والذي نظرًا لوجود العديد من الحسابات المتصلة بأجهزة البنية التحتية العامة يسمح لـ لوف ماشين بالتسبب في ازدحام مروري كارثي وتعطيل الأجهزة الكهربائية. اكتشف اثنان من أقارب ساكاي، ريكا وشوتا جنوشي، تورط كينجي. تعتقل شوتا كينجي، لكن الازدحام أدى إلى إعادتهم ناتسوكي إلى التركة.
يدعو ساكاي الزملاء في مناصب مهمة في المجتمع الياباني والأقارب الذين يعملون في خدمات الطوارئ، ويشجعهم على بذل قصارى جهدهم للحد من الفوضى والأضرار، ومقارنة الوضع بالحرب. يستطيع كينجي إعادة التحكم في الكمبيوتر الرئيسي إلى الوسطاء والمهندسين بينما يكتشف ساكوما أن كينجي أخطأ في كتابة جزء من الكود. يكشف وابسوكي أنه اخترع البرنامج وباعه إلى القوات المسلحة الأمريكية لإجراء اختبار تشغيل وتوسيعه إلى ذكاء اصطناعي. تدفع العائلة بغضب وابيسوكي من التركة شجع ساكاي لاحقًا كينجي على رعاية ناتسوكي خلال مباراة كوي كوي. في صباح اليوم التالي، اكتشف كينجي وجنوشيس ساكاي ميتة. يوضح ابنها الأصغر مانساكو أنها مصابة بالذبحة الصدرية، وأن لوف ماشين قد عطلت جهاز مراقبة قلبها. يضع كينجي وساكوما ومعظم أفراد الجنوشيس خطة لهزيمة آلة الحب باستخدام كمبيوتر عملاق يستخدم كتل الجليد كمبرد، بينما يقوم ناتسوكي والآخرون بإعداد جنازة لساكاي.
قام كينجي مع ساكوما والآخرين بالتقاط لوف ماشين، لكن شوتا يحمل كتل الجليد إلى جسم ساكاي، مما يتسبب في ارتفاع درجة حرارة الكمبيوتر العملاق. يمتص لوف ماشين الملك كاظمة ويعيد توجيه مسبار أراواشي كويكب إلى مسار تصادم مع محطة للطاقة النووية. في هذه الأثناء، يكتشف ناتسوكي إرادة تركها ساكاي ويجتمع مرة أخرى مع كينجي وبقية المجموعة. يطلب ناتسوكي من وابسوكي العودة إلى المنزل قبل أن تقرأ العائلة وصية ساكاي، وتطلب منهم إعادة وابسوكي إلى حياتهم. وإدراكًا منها أن لوف ماشين ترى كل شيء على أنها لعبة، فإن كينجي جعل Jinnouchis يواجهون لوف ماشين للعب كوي كوي في عالم كازينو OZ، ويراهنون على حساباتهم في محاولة يائسة لإيقاف لوف ماشين. فازت ناتسوكي بعدة جولات، لكنها تشتت انتباهها وتكاد تخسر «مكاسبها». ومع ذلك، يدخل مستخدمو OZ في جميع أنحاء العالم حساباتهم الخاصة في الرهان على جانب ناتسوكي، مما يدفع أيضًا برامج الوصي الخاصة بـ OZ - الحيتان الزرقاء والحمراء المعروفة باسم جون ويوكو لترقية حساب ناتسوكي. تراهن ناتسوكي على 150 مليون صورة رمزية مُنحت لها بيد واحدة وتفوز، مما أدى إلى إصابة خطيرة بقدرة لوف ماشين على التدخل في العالم المادي وتجريدها من حساب كينجي الأصلي وحساب OZ للمسبار الفضائي، مما دفع الذكاء الاصطناعي إلى إعادة التوجيه الأراواشي تجاه ملكية سكاي. حاول كينجي مرارًا وتكرارًا اقتحام نظام GPS الخاص بالمسبار، بينما يعطل وابسوكي دفاعات لوف ماشين. بعد أن تم إحياؤه ومساعدته من قبل العديد من الشخصيات الرمزية لعائلة جينوشي، الملك كاظمة يدمر لوف ماشين. يتسلل كينجي إلى نظام تحديد المواقع العالمي (GPS) لإعادة توجيه الأراواشي بعيدًا عن العقار، مما يؤدي إلى تدمير مدخل العقار وتسبب في انفجار نبع ماء حار. في أعقاب ذلك، احتفلت عائلة جينوتشي بانتصارهم وكذلك بعيد ميلاد ساكاي، بتقبيل ناتسوكي لكينجي بعد اعترافهم بحبهم لبعضهم البعض.

## إنتاج

### تطوير

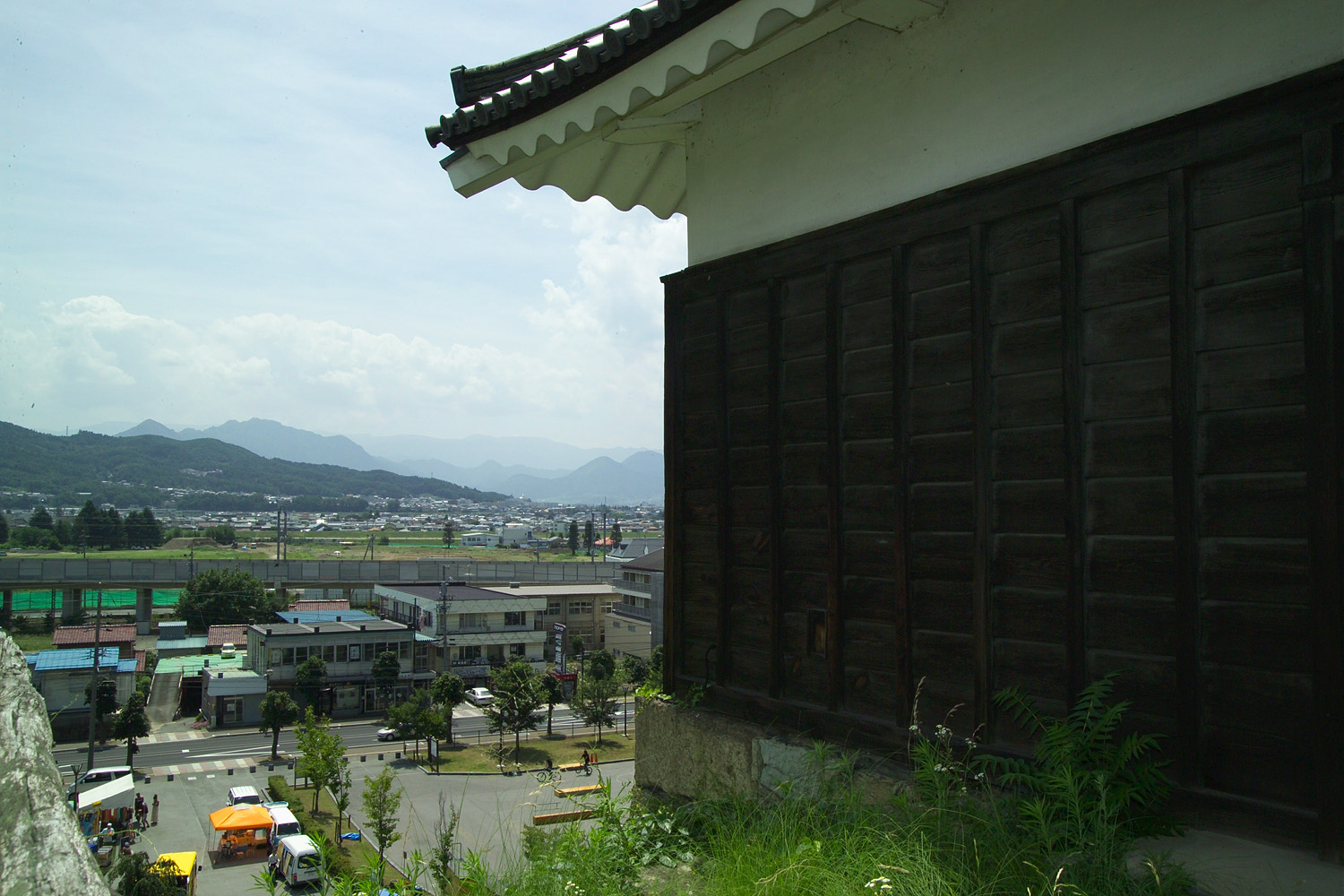
مدينة أويدا ينظر إليها من البرج الغربي لقلعة أويدا. تم استخدام يويدا (ناغانو) كإعداد لمعظم الفيلم.

بعد النجاح النقدي والتجاري للفتاة التي قفزت عبر الزمن، عُرض على مادهاوس إنتاج فيلم آخر. في حين استند مادهاوس في الفيلم السابق إلى رواية، مُنح الاستوديو الفرصة لإنشاء الفيلم التالي. اختار المخرج مامورو هوسودا قصة لكل من الأشخاص الذين لديهم عائلة وأولئك الذين ليس لديهم عائلة.  بدأ إنتاج سمر وارز في عام 2006.
تم وضع معظم الفيلم في مدينة أويدا الواقعية. تم اختيار يويدا (ناغانو) كإعداد أساسي للفيلم لأنه يقع في منطقة كانت تحكمها سابقًا عشيرة سانادا البارزة، والتي تقوم عليها عائلة جينوشي. أويدا أيضا قريبة من مسقط رأس هوسودا في توياما. جاء إلهام هوسودا لاسم شبكة التواصل الاجتماعي OZ من سوبر ماركت كبير زاره ذات مرة بينما كان لا يزال يعمل لصالح توي أنيميشن في ذلك الوقت. على الرغم من ملاحظة أوجه التشابه بين OZ وسكند لايف، فقد استشهد هوسودا أيضًا بموقع ميكسي الياباني على شبكة التواصل الاجتماعي باعتباره التأثير الأساسي بسبب تجاربه. بالنسبة للون وتصميم OZ، استشهد بألعاب نينتندو كمصدر إلهام. تمت مقارنة جمالية التصميم من قبل بعض المراجعين بعمل تاكاشي موراكامي. قال هوسودا إنه معجب بعمل موراكامي الفني، لكنه صمم الشبكة الاجتماعية على أنها «مظهر نظيف ومرتب». أثناء الإنتاج، زار هوسودا منزل خطيبته آنذاك في أويدا، واطلع على تاريخ حياة عائلتها. استشهد هوسودا بتأثيره في استخدام الأسرة كأساس للفيلم من زواجه ومن حضور العديد من المهرجانات السينمائية. بالإضافة إلى هوسودا، تضمن الفريق الكاتب ساتوكو أوكوديرا ومصمم الشخصيات يوشيوكي ساداموتو، الذي عمل سابقًا مع هوسودا في فيلم الفتاة التي قفزت عبر الزمن. عمل هيرويوكي أوياما كمخرج للرسوم المتحركة، بينما كان تاتسوزو نيشيدا هو المسؤول عن إخراج الرسوم المتحركة. أثناء الإنتاج، استند سادابروتوس في تصميم وابسوكي إلى تصميمات الممثل يوساكو ماتسودا. كان أوياما مسؤولاً عن الإشراف على الرسوم المتحركة لمشاهد العالم الحقيقي، بينما أشرف نيشيدا على الرسوم المتحركة للعالم الرقمي، باستخدام تقنيات الرسوم المتحركة التقليدية والكمبيوتر. كان استوديو الرسوم المتحركة الحدود الرقمية مسؤولاً عن إنشاء مرئيات OZ وصورها الرمزية.  أشرف يوجي تاكيشيجي على الاتجاه الفني لسمر وارز. أثناء زيارة أويدا، اعتقد هوسودا أن تاكيشيجي، الذي عمل سابقًا مع استوديو جيبلي، يجب أن يرسم المنازل اليابانية التقليدية للفيلم. يعرض الفيلم أيضًا مركبة الفضاء اليابانية هايابوسا، التي يقع مركز التحكم فيها في مدينة ساكو القريبة. ضم هوسودا المركبة الفضائية لدعم مساهمة اليابان في استكشاف الفضاء.
تم الإعلان عن الفيلم في معرض مؤتمر أنمي لعام 2008. في مؤتمر أوتاكون 2009، قال رئيس مادهاوس ماساو ماروياما إن هوسودا أصر على ضم 80 فردًا من أفراد العائلة كشخصيات رئيسية. ثم قال ماروياما ساخرًا إنه طلب من هوسودا أن يعد بشخصيتين رئيسيتين فقط وسنتين من الإنتاج لفيلمه التالي. كان فيلم سمر وارز أحد الأفلام ضمن إستراتيجية إصدار الأفلام المسرحية الأكبر في مادهاوس، لإصدار فيلم جديد كل موسم للعام المقبل. تبع إصدار سمر وارز كل من ماي ماي معجزة ويونا يونا بينجوين في عام 2009 مع إصدار ريدلاين (فيلم 2010) خلال النصف الأول من عام 2010.

### موسيقى

#### تسجيل صوتي
قام أكيهيكو ماتسوموتو بتأليف نتيجة سمر وارز، مع تقديم راندي ميلر للموسيقى الإضافية. الموسيقى التصويرية للفيلم، بعنوان صيف الحروب الموسيقى التصويرية الأصلية (「サマーウォーズ」 オリジナル・サウンドトラック Samā Wōzu Orijinaru Saundotorakku) صدر عن VAP (شركة) في 9 يوليو 2009. يتكون الإصدار من 18 مسارًا. بقيت على قوائم موسيقى Oricon لمدة أربعة أسابيع وبلغت ذروتها في المرتبة الأولى.

#### بوكورا نو ناتسو نو يومي
أغنية الفيلم بعنوان ("Bokura no Natsu no Yume" (僕らの夏の夢، مضاءة. "حلمنا الصيف")، كتبه وأداؤه تاتسورو ياماشيتا. تم إصداره من قبل وارنر ميوزك غروب كأغنية ماكسي في 19 أغسطس 2009. تضمنت الأغنية أغنيتين أخريين لياماشيتا لا علاقة لهما بالفيلم. تحتوي الأغنيتان الأوليان على نسخ متوافقة من الكاريوكي، ويتم تسجيل الأغنية الثالثة من عرض حي. بلغ ذروته في المركز الثامن على مخططات أوريكون.

## البث

### تسويق
مستوى عالٍ من الترقب أحاط بـ سمر وارز قبل صدوره، بسبب النجاح الحاسم والشعبي للفتاة التي قفزت عبر الزمن. روجت كادوكاوا شوتين للفيلم عبر الإنترنت من خلال قناتها الرسمية على يوتيوب، مستهدفة المعجبين الدوليين والمحليين على حد سواء. في 8 أبريل 2009، على بعد دقيقة واحدة عالية الوضوح (HD) مقطورة أفرج عن، ه  تليها مقطورة أطول على يونيو 16. في 29 تموز (يوليو)، نشر موقع ياهو! ماسنجر تم بث الأفلام في الدقائق الخمس الأولى من الفيلم، وعرض كادوكاوا اللقطات على قناتهم على YouTube بعد عدة أيام للسماح بالمشاهدة الدولية. كما عرضت اثنين من الإعلانات التلفزيونية للفيلم لمدة 15 ثانية على الإنترنت. قبل إطلاقه اعتقد ماساو ماروياما أن «الفيلم يجب أن يحظى بشعبية كبيرة، لأن المبيعات المسبقة للتذاكر عالية جدًا». 
إيكورا سوجيموتو في المانجا كانت واردة التكيف من الفيلم في الإصدار الأول من يوليو 2009 كادوكاوا في مجلة مانغا الشباب الآس. تم إصدار أول مجلد تجميعي لعمل سوجيموتو في اليابان في 10 أغسطس وظهر لأول مرة في المركز 23 في تصنيف أوريكون الهزلي، حيث بيع 51,645 نسخة.  صدر المجلد الثاني في 4 فبراير 2010، وظهر لأول مرة في المركز الثاني عشر، وبيع 53333 نسخة. تم ترخيص مانجا سوجيموتو باللغة الإنجليزية بواسطة فيرتكال في يناير 2013، وتم إصدار المجلدين في 22 أكتوبر 2013 و17 ديسمبر 2013. ظهرت قصة مانغا جانبية إضافية في عدد يوليو 2009 من مجلة شركات ايس.

### العروض والبث
تم عرض سمر وارز لأول مرة في اليابان في 1 أغسطس 2009. تم توزيع الفيلم في كوريا الجنوبية من قبل سي جيه انترتينمنت حيث تم عرضه لأول مرة في 12 أغسطس. أصدرت منظمة كاثي سمر وارز في سنغافورة في 25 فبراير 2010. أصدرت مايتي ميديا الفيلم في تايوان في 4 يونيو 2010. صدر الفيلم من قبل يوروزوم في فرنسا في 9 يونيو 2010.عرض فيلم سمر وارز لأول مرة في أمريكا الشمالية في 26 فبراير 2010، كحدث ليلة افتتاح مهرجان نيويورك الدولي لسينما الأطفال بحضور المخرج مامورو هوسودا. أجاب هوسودا على أسئلة الجمهور بعد عرض الفيلم من خلال مترجم. ظهر هوسودا ومنتج في وقت لاحق في معهد ماساتشوستس للتكنولوجيا (MIT) برنامج دراسات الوسائط المقارنة في 1 مارس 2010، حيث عرضوا عرضًا عامًا مجانًا وأجابوا على الأسئلة. تم عرض الفيلم أيضًا في مهرجان إنديليسبوا السينمائي. كان العرض الأول في أستراليا في 14 يونيو 2010، كجزء من مهرجان سيدني السينمائي. كما تم عرضه في مهرجان ملبورن السينمائي الدولي في 8 أغسطس 2010. عرض مهرجان ليدز السينمائي الدولي الفيلم في 20 نوفمبر 2009، وعرضت النسخة الإنجليزية المدبلجة من الفيلم لأول مرة في مهرجان نيويورك الدولي لأفلام الأطفال في 20 نوفمبر 2010. في أوتاكون 2010، أعلنت فنميشن أن إصدارًا محدودًا من الفيلم سيبدأ في دور العرض في 3 ديسمبر 2010، في مركز مركز جين سيسكل السينمائي. للاحتفال بالذكرى السنوية العاشرة لإصدار سمر وارز، أعلن استديو تشيزو في نوفمبر 2019 أنه سيتم عرض نسخة 4DX من الفيلم في مسارح مختارة في اليابان بدءًا من 17 يناير 2020.

### التلفاز
تم بث سمر وارز على مجموعة تونامي للكبار في 14 ديسمبر 2013، مع تصنيف TV-14-LV. تمت مشاهدة الفيلم من قبل 1.36 مليون مشاهد. تم بث الفيلم مرة أخرى على Toonami في 6 ديسمبر 2014، بعد العرض الأول للحلقة التاسعة من هلسينغ.

## الأستقبال

### الأستقبال النقدي
أفاد مجمع المراجعة روتن توميتوز أن 77 ٪ من النقاد قد أعطوا الفيلم مراجعة إيجابية بناءً على 22 مراجعة، بمتوسط تقييم 7.1 / 10. يقول إجماع نقاد الموقع: «تمتزج الدراما العائلية بالحركة الافتراضية عبر الإنترنت في سمر وارز المرحة والمسلية.» في ميتاكريتيك، حصل الفيلم على متوسط مرجح قدره 63 من أصل 100 بناءً على 12 مراجعة من قبل النقاد الرئيسيين، مما يشير إلى «المراجعات الإيجابية بشكل عام».
صنف مارك شيلينج من جابان تايمز الفيلم بـ 5 من أصل 5 نجوم ولاحظ أن سمر وارز «قد تحتوي على عناصر مألوفة، بدءًا من بطلها الشاب الخجول والمفاجئ بالقمر، لكنها تجمعها بطرق جديدة ومعاصرة ومبتكرة بشكل مبهر». وقال أيضًا إن الفيلم يقدم تعليقًا اجتماعيًا على الاختلافات بين «العالم التناظري» و«عالم الأجهزة الرقمية». كتب شيلينغ مقالاً بعنوان «ملك الرسوم المتحركة اليابانية المستقبلي قد يكون معنا؛ هوسودا يخرج من ظل ميازاكي بفيلم جديد مبهر». وأشاد بساداموتو وأوياما ونيشيدا لإنتاج «مشاهد من الرسوم المتحركة التي، في طلاقتها المبهرة في الحركة وذكاء الاختراع غير المقيد، تجعل الأنمي التقليدي / الخيالي يبدو طفوليًا ومملًا». نشرت تويتش مراجعة بقلم ويليام روسيت الذي أشار أيضًا إلى ميازاكي مشيرًا إلى أنه بعد الفتاة التي قفزت عبر الزمن «خرجت صرخات على الفور تشيد به [هوسودا] باعتباره الوريث الظاهر». ادعى أنه مع سمر وارز، «هوسودا هو الملك الجديد، أفضل راوي قصة يعمل في وسط الرسوم المتحركة في اليابان و - من المحتمل جدا - العالم.» وأشاد روسيه بالفيلم نفسه ووصفه بأنه «غني بالتفاصيل ومكتوب بشكل جميل... رائع المظهر». و«ينعم بمجموعة كبيرة من الشخصيات المفصلة والأصلية بشكل مذهل.» واختتم بقوله: «لقد وازن هوسودا تمامًا الحاجة إلى الترفيه عبر المرئيات مع عمل الشخصية الغني والمُرضي الذي يفصله عن المجموعة الهائلة من الفنيين ذوي الجودة العالية ليثبت نفسه على أنه حقاً رواة قصة رئيسي». وأشار أيضًا إلى أن «طاقم الشخصيات الرائع هو أحد أعظم نقاط القوة في الفيلم» بينما يسلط الضوء أيضًا على أنه في العالم الافتراضي لـ OZ، «هنا يمكن للعقول المبدعة في مادهاوس أن تطلق العنان لخيالهم.» فيما يتعلق بالجوانب التقنية، وصف روسيه الفيلم بأنه «عرض سمعي بصري من الدرجة الأولى». واختتم بكتابة «مامورو هوسادا يستحق مكانًا كواحد من أفضل رسامي الرسوم المتحركة اليابانيين المعاصرين. ومن الجيد معرفة أنه بمجرد أن يحين وقت تقاعد ميازاكي (ليس قريبًا جدًا كما آمل!) هناك أشخاص قادرون على اتباع خطواته». رأت صحيفة هيرالد ميديا الكورية أن موضوع الفيلم الخيالي والرسوم المتحركة الرائعة هي التي تميز الأعمال التي تنتجها استوديوهات هوليود.
قارن باتريك دبليو جالبريث من موقع Otaku2.com تصميم OZ بعمل تاكاشي موراكامي الفني، وتحديداً "الأسطح المسطحة أو الملساء المصقولة" ثم قارنها بالتسلسلات في ناغانو مشيرًا إلى "أنها تتميز بالدفء والعيش تشعر به، مدعومًا باهتمام دقيق بالتفاصيل ". كتب غالبريث عن القصة والشخصيات أن "مشاهد مثل اجتماع العائلة الكبيرة معًا والتحدث على العشاء تبعث على السرور والبهجة" وقارن الفيلم بـ "كتاب مصور متحرك، ألبوم صور عائلي عاد إلى الوراء لبضعة عقود". كما أشار إلى استجابة الجمهور، حيث أبلغ عن عروض بيعت لليلتين على التوالي، وسلط الضوء على الملاحظات المكتوبة بخط اليد التي تركتها في المسرح "جحافل من المشجعين الذين قرروا الانتقال إلى ناغانو". في الختام، كتب غالبريث "هناك براءة ونقاء في هذا العمل يذكره حقًا بميازاكي هاياو وستوديو جيبلي في ذلك اليوم، والخلفيات النجمية تستدعي شينكاي ماكوتو ".  أعطى جاستن سيفاكيس من شبكة أخبار الأنمي الفيلم تصنيف "A" وكتب أنه "بعد عقود من الآن، يُنظر إلى سمر وارز على أنها وصول المخرج مامورو هوسودا رسميًا إلى عالم مخرجي الأنمي المهمين تاريخيًا." ووصف الفيلم بأنه "مزيج شبه مثالي من الهجاء الاجتماعي والخيال العلمي، في الوقت المناسب وخالٍ من الزمن، ساخر ومتفائل. وأشار إلى أن الفيلم "يفيض عمليا برؤية اجتماعية حادة بطريقة لم نشهدها من الأنمي منذ سنوات." أشاد سيفاكيس بتصميمات شخصية يوشيوكي ساداموتو وسلط الضوء على الصور على أنها "حادة ورائعة باستمرار". في تلخيصه للفيلم وصف سمر وارز بأنها "مسلية بشكل لا يصدق وذكية بشكل مثير للفضول. سهل الوصول إليه وسريع الخطى. إلى حد كبير الكمال." تم التعليق على أوجه التشابه بين الفيلم والعمل السابق لهوسودا، مغامرة الديجيمون: لعبتنا الحربية. ذكرت مجلة نيو أن لعبة الحرب الخاصة بنا هي "نموذج أولي" لسمر وارز.
كما قدمت راشيل سالتز من اوقات نيويورك مراجعة إيجابية للفيلم. أثنى سالتز على اتجاه مامورو هوسودا، وقال إنه «يطابق الصور النظيفة والمكوّنة بشكل كلاسيكي لقصة هوسودا الخارجية». كما أشادت بالصور والموضوعات، وقارنتها بتلك الخاصة بالمخرج ياسوجيرو أوزو. في مراجعته لمجلة فارايتي (مجلة) صرح بيتر ديبروج أن اتجاه هوسودا «يناشد جمهور المراهقين الذي يصعب إرضاءه من خلال أخذ أفكار محيرة للعقل وزرعها في سياق معاصر يمكن الاعتماد عليه.» كما أثنى على الرسوم المتحركة CG في تسلسلات OZ. أشاد بيتر هارتلوب من صحيفة سان فرانسيسكو كرونيكل بأسلوب هوسودا وقال إنه «يضيف أبعادًا كافية لشخصياته ومعاركه الحركية بحيث يبدو العالم الواقعي الهادئ وكأنه حالة أحلام». كما شبّه أسلوب هوسودا بأسلوب هاياو ميازاكي ونينتندو. اشتكى هارتلوب من أن شخصية كينجي «مفرطة في الكافيين في الجزء الأول» وخلص إلى أن الفيلم هو «نوع من المرح والفيلم الملتوي الذي لا تشاهده كثيرًا في دور الفن هذا الوقت من العام». أعطى تاي بور من بوسطن غلوب الفيلم 3 من أصل 4 نجوم. وذكر أن «سمر وارز هي الأكثر جاذبية في لحظات الصمت» وأثنى أيضًا على كتابات ساتوكو أوكوديرا، مشيرًا إلى أنها «تطالب بالعالم غير الافتراضي للتاريخ والروابط الأسرية التي تعود إلى عصر اليابان في العصور الوسطى». كما أشاد بتسلسلات الرسوم المتحركة OZ باعتبارها «استكشافات ساحرة بصريًا للفضاء السيبراني الأبيض والأبيض، ولكن تسلسل حركة الألعاب المحموم يشعر بالفضول بشكل عابر.» يلاحظ بور أنه في الفيلم، «القديم هو الذي يبدو جديدًا بشكل منعش». في مراجعته لصحيفة نيويورك بوست أعطى VA موسيتو الفيلم 2 من أصل 4 نجوم ووصف الفيلم بأنه «رائع بالرغم من مشاكله الهيكلية». واشتكى موسيتو أيضًا من القصة، مشيرًا إلى أن «عناصر الخيال العلمي تبدو سخيفة وليست مشوقة». كما أشاد نيكولاس رابولد من ذا فيليج فويس بصور الفيلم، وقال إنه «من الصعب تقدير أشياء مثل تفاصيل الشخصية وسط الأصوات الصاخبة والتشويق التعسفي».
أشاد كيفن توماس من صحيفة لوس أنجلوس تايمز بصور الفيلم، مشيرًا إلى أن "سمر وارز رائعة في تصويرها المفصل لأوز، التي تطفو في الفضاء مع مجموعة من الأقمار الصناعية، ومناظر المدينة الأرضية التي زرتها الكوارث." وقال توماس أيضًا إن الفيلم "مثال رائع أيضًا على الرسوم المتحركة اليابانية، حيث يوازن بين خيال الخيال العلمي وأنشودة للقيمة الخالدة للحياة الأسرية". ووصفته بأنه "ترفيه عائلي متطور ولكنه مؤثر مع جاذبية تتجاوز هواة الرسوم المتحركة اليابانية."  أعطت ستيفاني ميري من صحيفة واشنطن بوست الفيلم 2 من أصل 4 نجوم. انتقد ميري حبكة الفيلم، مشيرًا إلى أنه "يغامر بدخول منطقة ميلودرامية ومبتذلة". وقال ميري أيضًا إن العلاقة بين ناتسوكي وكينجي "تتكشف بشكل لطيف مثل ديبرا ميسينج rom-com." صرح فرانك شيك من هوليوود ريبورتر أن "السرد المعقد بشكل متزايد قد يكون من الصعب جدًا متابعته على المشاهدين الأصغر سنًا"، لكنه قال إن "الطموح الموضوعي للفيلم وأسلوبه المرئي المبهر يجعله في النهاية أحد أكثر جهود الأنمي مكافأة للوصول إلى هؤلاء الأمريكية.

### أداء شباك التذاكر
في اليابان، احتلت سمر وارز المرتبة السابعة في شباك التذاكر، حيث حققت أرباحًا تعادل 1,338,772 دولارًا أمريكيًا على 127 شاشة خلال عطلة نهاية الأسبوع الافتتاحية، وتنتهي بإجمالي إجمالي قدره 17,425,019 دولار. في كوريا الجنوبية، ظهر الفيلم لأول مرة في المركز الثامن وحقق ما يعادل 369,156 دولارًا أمريكيًا على 118 شاشة  بإجمالي إجمالي قدره 783,850 دولارًا أمريكيًا. في سنغافورة، افتتح الفيلم في المركز السابع عشر وحصل على ما يعادل 14,660 دولارًا أمريكيًا على 3 شاشات،  واختتم لاحقًا مسيرته بإجمالي إجمالي 29,785 دولار. اعتبارًا من يونيو 2010، وصل الفيلم إلى 18353.560 دولارًا في جميع أنحاء العالم. خلال الإصدار المحدود للفيلم في الولايات المتحدة، حقق 1412 دولارًا وافتتح المركز 76 في شباك التذاكر في عطلة نهاية الأسبوع الافتتاحية، واختتم لاحقًا مسيرته بإجمالي إجمالي قدره 80678 دولارًا.

### وسائط المنزل
تم إصدار سمر وارز في اليابان على أقراص دي في دي وبلو راي في 3 مارس 2010. نسخة دي في دي يحتوي على كتيب من 16 صفحة، والملصقات OZ، معاينات، ومقابلات مع يلقي الفيلم (ريونوسوكي كاميكي، نانامي ساكورابا، سوميكو فوجي، ميتسوكي تانيمورا وايومو سايتو) ومقابلة مع مدير مامورو هوسودا، في حين أن الصحفي الأول تضمنت النسخة المحدودة من بلو راي أيضًا نفس الميزات، ولكنها أضافت أيضًا بطاقات هانافودة، وكتابًا فنيًا، وإشارة مرجعية للفيلم، وفيلم وثائقي.  تم إجراء هذه الإصدارات بواسطة Vap. في الأسبوع الأول من إطلاقه، أصبح الفيلم هو الأكثر مبيعًا لأنيمي بلو راي في اليابان، مع بيع ما يقدر بـ 54000 نسخة وتجاوز حامل الرقم القياسي السابق إيفانجيليون: 1.0 أنت (لست) وحيدا. اعتبارًا من عام 2010، كان الفيلم هو ثاني أعلى ظهور ياباني لأول مرة في بلو راي بشكل عام، بعد مايكل جاكسون هذه هي (فيلم). بناءً على الطلبات المسبقة، كان من المتوقع أن تتفوق مبيعات سمر وارز على مبيعات إيفانجيليون: 2.0 أنت (لا) تستطيع التقدم عند إصدارها في مايو. تصدرت سمر وارز أيضًا مخططات أوريكون أنميشن دي في دي ببيع 55375 نسخة في أسبوعها الأول. تم ترشيح إصدار بلو راي الياباني لـ سمر وارز لجائزة مجموعة الترفيه الرقمي اليابانية (DEG Japan) لأفضل تفاعل. في أوروبا، تم إصدار قرص دي في دي وبلو راي في 26 نوفمبر 2010 بواسطة كازي. أعلنت مانغا إنترتنمنت الموزعة البريطانية في يناير 2010 أنها قامت بترخيص سمر وارز للمملكة المتحدة، وتم إصدارها في مارس 2011. في أمريكا الشمالية، أصدرت فنميشن إصدار سمر وارز على دي في دي وبلو راي في 15 فبراير 2011. تضمنت إصدارات دي في دي وبلو راي في أمريكا الشمالية معاينات ومقابلات مع هوسودا وكاميكي وساكورابا وفوجي. تضمنت النسخ الصحفية الأولى بطاقات فنية. للحصول على نسخ كافية لتلبية الطلب، لم يشحن البعض مع OZ O-card (غلاف من الورق المقوى)، لأنه يتطلب طباعة متخصصة تستغرق وقتًا أطول لإنتاجها من بقية المنتج. عرض فنميشن إرسال بطاقة O إلى العملاء الذين لم يتلقوا بطاقة بمجرد توفرها إذا قاموا بملء نموذج طلب على موقع الويب الرسمي الخاص بهم.

### جوائز وترشيحات
كان فيلم سمر وارز أول فيلم رسوم متحركة ياباني يتم إدراجه كمنافس في جوائز مهرجان لوكارنو السينمائي الدولي في سويسرا،   حيث تم ترشيحه لجائزة جولدن ليوبارد لعام 2009.  قدم الفيلم عرضه الدولي الأول في احتفال المهرجان بالمانجا، تكريما لتأثيره على صناعة الرسوم المتحركة.  على الرغم من أن الفيلم لم يفز بالجائزة، إلا أن صحيفة تريبيون دي جنيف السويسرية قالت إنه «أفضل فيلم يمكن أن نجده إلى حد بعيد» في المسابقة وأشارت إلى أن الفيلم كان سيكون الفائز المنطقي في ضوء موضوع المهرجان. ظهر الفيلم في مهرجان سيتجيس السينمائي في بانوراما خيالية رسمية في الفئة  حيث حصل على جائزة جيرتي لأفضل فيلم رسوم متحركة طويل. تلقت سمر وارز جائزة لوسائل الإعلام الجديدة من وزارة الاقتصاد والتجارة والصناعة اليابانية في 24 أكتوبر 2009، في المؤتمر السنوي لجمعية المحتوى الرقمي في اليابان. تم ترشيح سمر وارز أيضًا لأفضل فيلم رسوم متحركة طويل في حفل توزيع جوائز آسيا والمحيط الهادئ للشاشة، على الرغم من أنها لم تفز.  حصل الفيلم على الجائزة الكبرى لقسم الرسوم المتحركة في مهرجان اليابان للفنون الإعلامية الثالث عشر والذي فازت به هوسودا الفتاة التي قفزت عبر الزمن في عام 2006.  فازت سمر وارز بجائزة التميز في الرسوم المتحركة إلى جانب أربعة أفلام أخرى في جوائز أكاديمية اليابان الثالثة والثلاثين. جائزة التميز في الواقع ترشيح لجائزة الرسوم المتحركة للعام، والتي فازت بها في الحفل الختامي يوم 5 مارس 2010.   عُرض الفيلم في الدورة الستين لمهرجان برلين السينمائي الدولي في فبراير كجزء من برنامج جيل 14 بلس.  فاز فيلم سمر وارز بجائزة الجمهور لأفضل فيلم رسوم متحركة في مهرجان أنهايم السينمائي الدولي. قدمت فنميشن، إلى جانب GKIDS، فيلمًا لأفضل فيلم رسوم متحركة لجوائز الأوسكار الـ 83. كان الفيلم هو التقديم الرابع عشر عن هذه الفئة.    فاز فيلم سمر وارز بجائزة أفضل فيلم رسوم متحركة في جائزة مهرجان ماينيتشي السينمائي السبعين. حصل هوسودا على ترشيح لجائزة آني كأفضل مخرج،  ليصبح ثالث فرد ياباني، إلى جانب هاياو ميازاكي وملحن جيبلي جو هيسايشي، الذي تم ترشيحه في فئة آني الفردية منذ عام 2004.

## وصلات خارجية
- سمر وارز على موقع IMDb (الإنجليزية)
- سمر وارز على موقع ميتاكريتيك (الإنجليزية)
- سمر وارز على موقع روتن توميتوز (الإنجليزية)
- سمر وارز على موقع نتفليكس (الإنجليزية)
- سمر وارز على موقع ألو سيني (الفرنسية)
- سمر وارز على موقع Turner Classic Movies (الإنجليزية)
- سمر وارز على موقع أول موفي (الإنجليزية)
- سمر وارز على موقع بوكس أوفيس موجو (الإنجليزية)
- سمر وارز على موقع فيلمافينيتي (الإسبانية)
- سمر وارز على موقع قاعدة بيانات الفيلم (الإنجليزية)